# Forêt-Fouesnant
Forêt-Fouesnant (bret. Ar Forest-Fouenant) – miejscowość i gmina we Francji, w regionie Bretania, w departamencie Finistère.
Forêt-Fouesnant do lat 50. XX wieku było przede wszystkim portem rybackim. Hodowano także jabłka i wiśnie. Potem zaczęło się przekształcać w kurort nadmorski. Obecnie miasto liczy 3400 stałych mieszkańców, jednak latem wliczając turystów mieszka tam 20000 osób (m.in. w 4 hotelach, 9 kempingach i licznych kwaterach prywatnych). W dzielnicy Kerleven domy wakacyjne stanowią nawet 50% domów.
Według danych na rok 1990 gminę zamieszkiwało 2369 osób, a gęstość zaludnienia wynosiła 128 osób/km² (wśród 1269 gmin Bretanii Forêt-Fouesnant plasuje się na 252. miejscu pod względem liczby ludności, natomiast pod względem powierzchni na miejscu 540.).